# Dolní Cerekev (železniční zastávka)
Dolní Cerekev je železniční zastávka v jižní části městyse Dolní Cerekev v okrese Jihlava, v Kraji Vysočina při řece Jihlavě. Leží na elektrifikované jednokolejné trati Havlíčkův Brod – Veselí nad Lužnicí (25 kV, 50 Hz AC).

## Historie
Zastávka byla vybudována státní společností Českomoravská transverzální dráha (BMTB), jež usilovala o dostavbu traťového koridoru propojujícího již existující železnice v ose od západních Čech po Trenčianskou Teplou. 3. listopadu 1887 byl zahájen pravidelný provoz v úseku z Veselí nad Lužnicí (tehdy Veselí-Mezimostí) do Jihlavy. Vzhled budovy byl vytvořen dle typizovaného architektonického vzoru shodného pro všechna nádraží v majetku BMTB.
Českomoravská transverzální dráha byla roku 1918 začleněna do sítě ČSD.
Elektrický provoz na trati procházející zastávkou byl zahájen 28. května 1980.

## Popis
Nachází se zde jedno nekryté hranové nástupiště.